# Ромм, Михаил Ильич
Михаи́л Ильи́ч Ромм (11 [24] января 1901, Иркутск, Российская империя — 1 ноября 1971, Москва, СССР) — советский кинорежиссёр, сценарист, педагог и публицист; народный артист СССР (1950), лауреат пяти Сталинских премий (1941, 1946, 1948, 1949, 1951) и Государственной премии РСФСР имени братьев Васильевых (1966), кавалер двух орденов Ленина (1938, 1967).

## Биография
Родился 11 (24) января 1901 года в еврейской семье в Иркутске, куда был сослан его отец Илья Максимович Ромм за участие в революционной деятельности. Согласно обнаруженной исследователями записи в метрической книге иркутской синагоги, он родился тремя днями ранее — 8 (21) января 1901 года.
В 1902 году семью перевели в Заиграево (ныне в Бурятии) к политическим ссыльным. В Заиграеве жил до пятилетнего возраста, там же родилась младшая сестра Ида. Затем семья вернулась в Вильну, откуда был родом его отец, а в 1907 году переехала в Москву, где жила на улице Пятницкой, дом 10.
В 1918 году окончил гимназию. В 1918—1920 годах служил в продовольственной экспедиции, в Наркомпроде, в Главснабпродарме, в 1920—1921 годах — в Красной армии в должности младшего инспектора особой комиссии по вопросам численности РККА при Полевом штабе РВСР.
В 1921 году демобилизован и направлен на учёбу в Высший государственный художественно-технический институт (ВХУТЕМАС), на скульптурный факультет, который окончил в 1925 году. Из автобиографии:

Уже во время учёбы я помимо скульптуры начал пробовать свои силы в других областях искусства. Этому способствовала моя довольно равномерная одарённость в самых различных направлениях. Я оказался неплохим актёром, обнаружил режиссёрские задатки, довольно успешно подвизался и на литературном поприще — писал, переводил Золя, Флобера, одно время увлекался музыкой. Как скульптор я сделал ряд работ и выставлялся.
В 1927 году призван на Сибирские повторные годичные курсы комсостава РККА. В 1928—1930 годах был внештатным сотрудником кинокомиссии в Институте методов внешкольной работы. Получив доступ к фильмам, стал заучивать их наизусть кадр за кадром. Каждый из них смотрел по 20-30 раз, записывал по памяти и делал подробный анализ. По собственному признанию, эта работа дала ему очень много в области монтажа, сценария и мизансцены. В то же время для практики написал более десяти сценариев, ни один из которых не был поставлен. Семью содержал изготовлением диаграмм, чертежей и т. п. В 1930 году начал писать сценарии для Московской фабрики Совкино. Некоторые из них — «Реванш», «Рядом с нами», «Конвейер смерти» — были поставлены.
В 1931 году режиссёр Александр Мачерет пригласил его ассистентом на фильм «Дела и люди», а в 1933 году ему была поручена первая самостоятельная работа — немой фильм «Пышка» по Мопассану. В этой экранизации, снятой всего в двух небольших декорациях и выделяющейся точным подбором актёров и горькой иронией, начинающий режиссёр продемонстрировал умелый перевод литературной основы на язык кино.
В 1937 году завершил фильм «Тринадцать» о пограничниках в среднеазиатской пустыне. Это был ремейк американской ленты «Потерянный патруль» (1934) Джона Форда и первый советский истерн. В том же году получил предложение за четыре месяца снять первый художественный звуковой фильм о Ленине — «Восстание». В период работы над режиссёрским сценарием жил на квартире помощника начальника Главного управления кинофотопромышленности Альберта Сливкина и стал свидетелем его ареста. Фильм вышел в прокат под названием «Ленин в Октябре» (1937) и пользовался большим успехом. Ромм был награждён орденом Ленина и принят кандидатом в члены ВКП(б).
В 1938 году снял фильм «Ленин в 1918 году». В июле 1939 года переведён из кандидатов в члены ВКП(б). В мае 1940 года избран членом партийного комитета киностудии «Мосфильм». 23 мая 1940 года ему присвоено звание заслуженного деятеля искусств. С октября 1940 года работал художественным руководителем и заместителем начальника Главного управления по производству художественных фильмов. 15 марта 1941 года ему присуждена Сталинская премия I степени. В мае 1941 года назначен начальником управления по производству художественных фильмов.
С 1938 года был преподавателем, с 1948 года руководил актёрско-режиссёрской мастерской ВГИКа, с 1962 года в статусе профессора. Многие его ученики стали известными режиссёрами, среди них Владимир Меньшов, Тенгиз Абуладзе, Резо Чхеидзе, Григорий Чухрай, Василий Шукшин, Виктор Трегубович, Александр Митта, Андрей Тарковский, Игорь Добролюбов, Никита Михалков, Сергей Соловьёв, Андрей Кончаловский, Андрей Смирнов, Резо Эсадзе, Александр Павловский, Михаил Ильенко, Самвел Гаспаров, Динара Асанова.

Ромм всегда тонко чувствовал чужую стилистику и помогал её выявить. Ему нравилось и он понимал то, что делал Андрей Тарковский, и то, что делал Василий Шукшин, — две диаметрально противоположные личности.

Преподавал также кинорежиссуру на Высших курсах сценаристов и режиссёров
. С 1942 по 1947 год числился также режиссёром Театра-студии киноактёра.
Вместе с Юлием Райзманом руководил Третьим творческим объединением киностудии «Мосфильм».
В 1965 году снял документальный фильм «Обыкновенный фашизм».
В 1966 году подписал письмо двадцати пяти деятелей советской науки, литературы и искусства генеральному секретарю ЦК КПСС Л. И. Брежневу против реабилитации И. В. Сталина.
Был членом Союза кинематографистов СССР. Автор книг и статей по вопросам киноискусства.

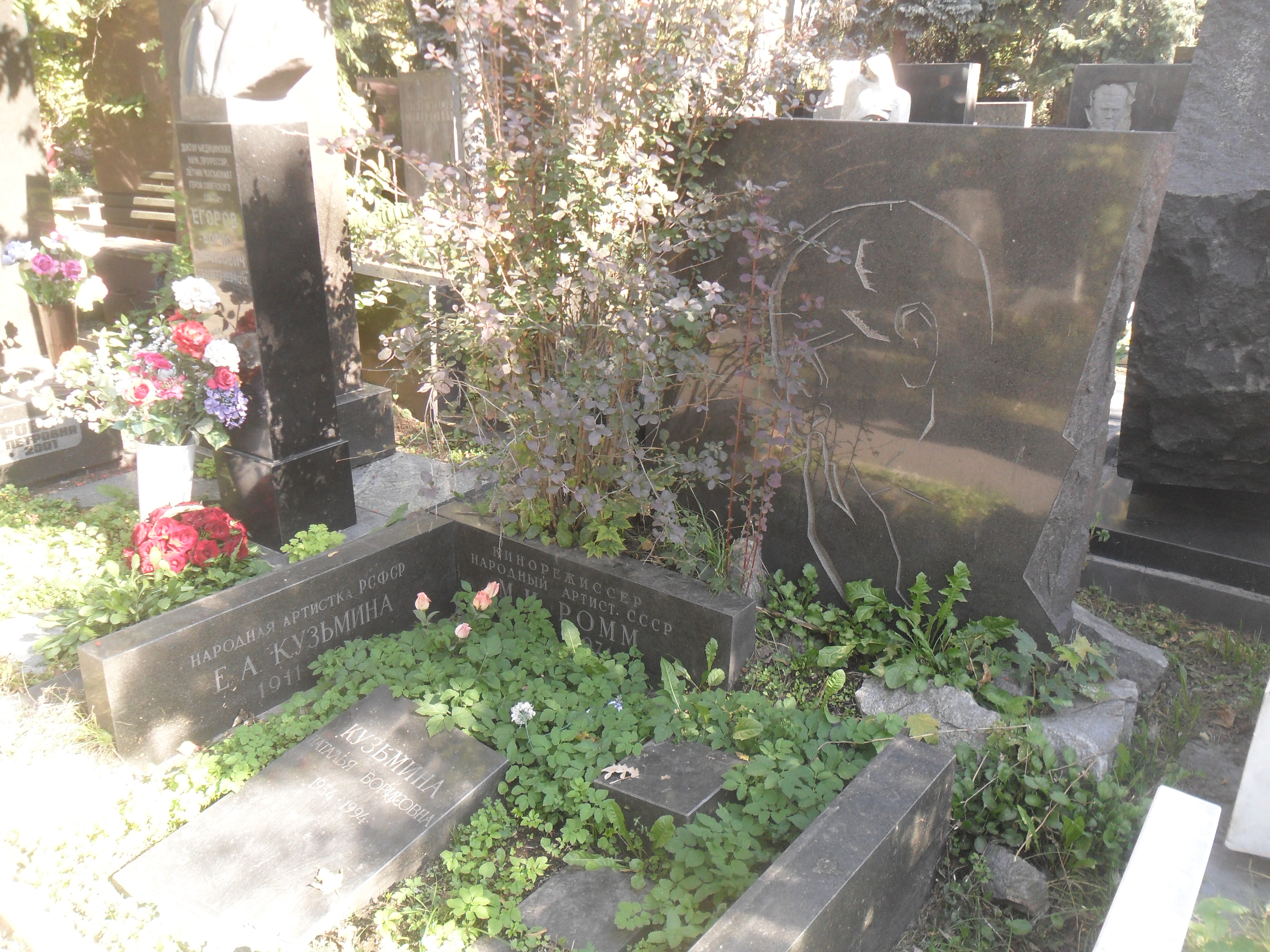
Могила Ромма на Новодевичьем кладбище Москвы

Михаил Ромм умер 1 ноября 1971 года в Москве на 71-м году жизни в процессе работы над документальным фильмом «Мир сегодня». По воспоминаниям его жены Елены Кузьминой, он сидел дома за рабочим столом и, как обычно, раскладывал карточки, на которых были обозначены кадры из новой ленты. Когда она заглянула в кабинет, Ромм сказал: «Сегодня мне что-то нездоровится. Я, пожалуй, прилягу». Она помогла ему лечь на диван. Через несколько мгновений он умер. Похоронен в Москве на Новодевичьем кладбище (участок № 7).
Последний фильм Ромма был завершён Элемом Климовым, Марленом Хуциевым, Германом Лавровым и выпущен под названием «И всё-таки я верю…» (1972).

## Семья
- Отец — Илья Максимович (Монесович) Ромм (1869—1929), врач-бактериолог. Мать — Тереза (Мария) Исааковна Ромм-Аронсон (урождённая Трайна Айзиковна Аронсон), зубной врач, в Иркутске вела приём в доме И. Локуциевского на Благовещенской улице, 8[24][25][26][27].
- Старший брат — Александр Ильич Ромм (1898—1943), филолог, поэт, переводчик.
- Сестра — Ида Ильинична Ромм (1903—1974), кандидат химических наук.
- Двоюродный брат — Михаил Давидович Ромм (1891—1967), спортивный журналист, теоретик футбола[28].
- Жена — Елена Александровна Кузьмина (1909—1979), киноактриса; народная артистка РСФСР (1950).
  - Приёмная дочь — Наталья Борисовна Кузьмина (1934—1994), врач-терапевт, кандидат медицинских наук. Её родным отцом был Борис Барнет[29].

## Фильмография

### Режиссёрские работы
- 1934 — Пышка
- 1936 — Тринадцать
- 1937 — Ленин в Октябре
- 1938 — Пиковая дама (не завершён)
- 1939 — Ленин в 1918 году
- 1941 — Мечта
- 1945 — Человек № 217
- 1947 — Русский вопрос
- 1948 — Владимир Ильич Ленин (хроникально-документальный, совм. с В. Н. Беляевым)
- 1950 — Секретная миссия
- 1953 — Адмирал Ушаков
- 1953 — Корабли штурмуют бастионы
- 1956 — Убийство на улице Данте
- 1957 — Урок истории (совместно с Л. Арнштамом, Х. Писковым)
- 1961 — Девять дней одного года
- 1963 — Борис Щукин (документальный)
- 1965 — Обыкновенный фашизм (документальный)
- 1969 — Живой Ленин (документальный, совм. со М. Славинской)
- 1971 — Первые страницы (документальный, совм. с С. Линковым и К. Осиным)
- 1972 — И всё-таки я верю… (документальный, завершён Э. Климовым, М. Хуциевым, Г. Лавровым)

### Сценарист
- 1930 — Реванш (совм. с Б. Альтшулером и Н. Жинкиным)
- 1931 — Рядом с нами (совм. с В. Гусевым)
- 1933 — Конвейер смерти / Товар площадей (совм. с В. Гусевым и И. А. Пырьевым)
- 1934 — Пышка
- 1936 — Тринадцать (совм. с И. Л. Прутом)
- 1938 — Пиковая дама (не завершён)
- 1941 — Мечта (совм. с Е. Габриловичем)
- 1944 — Человек № 217 (совм. с Е. Габриловичем)
- 1947 — Русский вопрос
- 1948 — Владимир Ильич Ленин (хроникально-документальный, совм. с В. Н. Беляевым и Е. Кригером)
- 1956 — Долгий путь (совм. с Б. Бродским)
- 1956 — Обыкновенный человек (совм. с Л. Леоновым и А. Столбовым)
- 1956 — Убийство на улице Данте (совм. с Е. Габриловичем)
- 1961 — Девять дней одного года (совм. с Д. Храбровицким)
- 1963 — Борис Щукин (документальный)
- 1965 — Обыкновенный фашизм (документальный, совм. с М. Туровской и Ю. Ханютиным)
- 1972 — И всё-таки я верю… (документальный, совм. с С. Зениным и А. Новогрудским)

### Озвучивание
- 1963 — Борис Щукин (документальный) — текст от автора
- 1965 — Обыкновенный фашизм (документальный) — текст за кадром
- 1968 — Не горюй! — текст за кадром
- 1972 — И всё-таки я верю… (документальный) — текст за кадром

### Архивные кадры
- 1969 — Золотые ворота (фильм-воспоминание об А. П. Довженко, снятый по его дневникам)
- 2005 — Михаил Ромм (из документального цикла передач телеканала ДТВ «Как уходили кумиры»)
- 2005 — Шпаликов: Людей теряют только раз… (документальный)
- 2009 — Великие комбинаторы (документальный)
- 2010 — Татьяна Лаврова. Недолюбила, недожила…(из телевизионного документального цикла «Кумиры» с Валентиной Пимановой)
- 2010 — Валентина Теличкина (из телевизионного документального цикла «Острова»).
- 2019 — ВГИК100. Признание в любви (документальный)

## Награды и звания
Государственные награды:
- два ордена Ленина (23.03.1938 — в связи с выпуском выдающихся кинофильмов, получивших единодушное одобрение зрителей, «Ленин в Октябре», «Петр I-ый» и колхозный фильм «Богатая невеста», 1967)
- Заслуженный деятель искусств РСФСР (1940)
- Сталинская премия первой степени (1941) — за фильмы «Ленин в Октябре» (1937) и «Ленин в 1918 году» (1938)
- Сталинская премия второй степени (1946) — за фильм «Человек № 217»
- Сталинская премия первой степени (1948) — за фильм «Русский вопрос»[30]
- Сталинская премия первой степени (1949) — за документальный фильм «В. И. Ленин»[31]
- Народный артист СССР (1950)
- Сталинская премия первой степени (1951) — за фильм «Секретная миссия» (1950)
- Орден Трудового Красного Знамени (1961)
- Государственная премия РСФСР имени братьев Васильевых (1966) — за фильм «Девять дней одного года» (1961)
- Орден Октябрьской Революции (1971)
- Медаль «За доблестный труд в Великой Отечественной войне 1941—1945 гг.»
- Медаль «В память 800-летия Москвы»

Другие награды премии, поощрения и общественное признание:
- Приз МКФ в Венеции (1935) — за лучшую программу фильмов, фильм «Пышка» (1934)[32]
- МКФ в Канне (Большая Международная премия Ассоциации авторов фильмов за лучшую режиссуру, фильм «Человек № 217», 1946)
- МКФ в Марианске-Лазне (Международная премия мира, фильм «Русский вопрос», 1948)
- Главная премия МКФ трудящихся в Злине (ЧССР) (1948) — за фильм «Русский вопрос» (1947)
- Почётный диплом МКФ в Виши (1954) — за фильм «Адмирал Ушаков» (1953)
- МКФ в Карловых Варах (Приз «Хрустальный глобус», фильм «Девять дней одного года», 1962)
- Почётный диплом МКФ в Сан-Франциско (1962) — за фильм «Девять дней одного года» (1961)
- Главная премия МКФ трудящихся в ЧССР (1962) — за фильм «Девять дней одного года» (1961)
- Приз критики лучшему зарубежному фильму года в Польше (1962) — за фильм «Девять дней одного года» (1961)
- Почётный диплом МКФ в Мельбурне (1965) — за фильм «Девять дней одного года» (1961)
- Специальный Высший приз и премия кинокритиков МКФ неигрового и анимационного кино в Лейпциге (1965) — за фильм «Обыкновенный фашизм» (1965)
- Специальный приз жюри режиссёру по разделу хроникально-документальных фильмов ВКФ в Киеве (1966) — за фильм «Обыкновенный фашизм» (1965)
- Почётный член-корреспондент Академии искусств ГДР (1967)

## Память

Мемориальная доска на доме в Москве, где жил Михаил Ромм. Тверская улица, д. 8

- В 1975 году вышла книга, написанная Марком Заком, «Михаил Ромм и традиции советской кинорежиссуры».
- В 1985 году был снят документальный фильм «Михаил Ромм. Исповедь кинорежиссёра». Режиссёр Аркадий Цинман, сценарист Семён Фрейлих.
- Материалы, записанные режиссёром на магнитную ленту в 1966—1971 годах, долгое время хранились в домашнем архиве, но не могли быть изданы по цензурным соображениям. В восьмидесятые годы некоторые из них были опубликованы и вышли серией пластинок на фирме «Мелодия».
- В 1989 году Всесоюзным творческо-производственным объединением «Киноцентр» тиражом 125000 экземпляров была издана книга «Устные рассказы». В 2003 году рассказы режиссёра, дополненные воспоминаниями его жены актрисы Еленой Кузьминой и падчерицы Натальи Кузьминой, а также фотографиями и документами из личного архива и архива Государственного музея кино, были изданы под названием «Как в кино. Устные рассказы» (М. И. Ромм. Как в кино. Устные рассказы. — Нижний Новгород: Деком, 2003. — 256 с. — (Имена). — ISBN 5-89533-085-1.).
- В 2008 году в Иркутске в память о режиссёре была установлена мемориальная доска[33].